# Pablo Torrijos
Pablo Torrijos Navarro (* 12. Mai 1992 in Castellón de la Plana) ist ein spanischer Leichtathlet, der sich auf den Dreisprung spezialisiert hat. In dieser Disziplin ist er Inhaber des nationalen Hallenrekords. 2015 wurde er Vizehalleneuropameister.

## Sportliche Laufbahn
Pablo Torrijos tritt seit 2009 in Wettkämpfen in der Leichtathletik an. Damals startete er neben dem Dreisprung auch noch im Weitsprung. In beiden Disziplinen qualifizierte er sich für die U18-Weltmeisterschaften im italienischen Brixen. In beiden Disziplinen kam er allerdings nicht über die Qualifikation hinaus und blieb, gerade im Dreisprung, deutlich hinter seinen Möglichkeiten zurück. 2010 verbesserte er sich im Weitsprung bis auf 7,28 m und konnte sich auch im Dreisprung steigern. Im Sommer 2011 trat er im Dreisprung bei den U20-Europameisterschaften in Tallinn an. Dabei gelang ihm im Finale ein Sprung auf 15,71 m, mit denen er Sechster wurde. 2012 sprang er im Mai bei einem Wettkampf in seiner Heimat in Castellón zweimal über 16 Meter und verbesserte seine Bestleistung damit insgesamt auf 16,47 m. 2012 stellte zudem das bislang letzte Jahr dar, in dem er seine Leistungen im Weitsprung verbessern konnte, wenngleich er auf nationaler Ebene nach wie vor in Wettkämpfen im Weitsprung an den Start geht.
In der Folge gelangen ihm regelmäßig Sprünge über 16 Meter. Im Sommer 2013 startete er bei den U23-Europameisterschaften in Tampere. Dabei zog er in das Finale ein, blieb darin allerdings mit 16,06 m hinter seiner Qualileistung zurück und belegte den achten Platz. 2014 nahm er bei den Europameisterschaften in Zürich an seinen ersten internationalen Meisterschaften bei den Erwachsenen teil. Auf Anhieb gelang ihm dabei der Einzug in das Finale. Darin konnte er dann vier Springer hinter sich lassen und belegte mit 16,56 m den achten Platz. Dies stellte das damals beste Ergebnis eines spanischen Dreispringers bei einer Europameisterschaft dar. Im Frühjahr 2015 gelang Torrijos bei seinem Sieg bei den spanischen Hallenmeisterschaften mit 17,03 m das Aufstellen eines neuen Nationalrekords. Es ist bis heute, Stand 2020, der einzige Spanier der über 17 Meter in der Halle springen konnte. Mit seiner Weite führte er anschließend im Vorfeld der Halleneuropameisterschaften die Europäische Bestenliste an. Zwei Wochen nach dem Hallenrekord ging er dann bei den Europameisterschaften an den Start. Nach erfolgreicher Qualifikation, setzte er im Finale gar noch einen Zentimeter auf die Bestleistung drauf und gewann damit die Silbermedaille. Im August nahm er in Peking erstmals an Weltmeisterschaften teil. Bei seiner WM-Premiere schied er in der Qualifikation aus und belegte insgesamt den 20. Platz. Die Vorbereitung auf die Olympiasaison 2016 begann zunächst mit geringeren Weiten in der Halle, dennoch erreichte er bei den Hallenweltmeisterschaften in Portland das Finale, das er auf dem siebten Platz beendete. Im Sommer verbesserte seine Bestleistung in der Freiluft auf 16,89 m auf. Nur eine Woche später startete er bei den Europameisterschaften in Amsterdam. Wie bereits zwei Jahre zuvor, landete er nach dem Finaleinzug auf dem achten Platz. Im August nahm er dann am Saisonhöhepunkt, den Olympischen Spielen in Rio de Janeiro, teil. In der Qualifikation kam er allerdings nur auf 16,11 m und schied damit als Elfter seiner Qualifikationsgruppe aus.
Ende 2016 entschied sich Torrijos seine Heimat Castellón und seinen italienischen Trainer Claudio Veneziano, zu dem er nach wie vor ein gutes Verhältnis hat, zu verlassen und stattdessen in die Hauptstadt nach Madrid zu ziehen und dort unter Anleitung Juan Carlos Álvarez', zusammen mit seinem Teamkollegen Eusebio Cáceres zu trainieren. 2017 startete Torrijos zunächst bei den Halleneuropameisterschaften in Belgrad. Dort landete er im Finale auf dem neunten Platz. In der Freiluft steigerte er sich im Laufe des Jahres bis auf 16,96 m und schaffte damit auch die Norm für die Weltmeisterschaften in London. Bei seiner zweiten WM-Teilnahme gelang ihm diesmal der Einzug in das Finale. Darin schied er dann nach den ersten drei Sprüngen aus, ließ allerdings mit 16,60 m noch zwei Springer hinter sich. Im Juni 2018 gelang ihm auch in der Freiluft erstmals ein Sprung über 17 Meter. Bei den spanischen Meisterschaften Ende Juli sprang er bei seinem Sieg gar 17,23 m, die allerdings aufgrund zu starken Rückenwindes nicht gewertet werden konnten. Im August nahm er dann in Berlin an den Europameisterschaften teil, bei denen er abermals in das Finale einzog. Diesmal konnte er sich mit 16,74 m und dem damit verbundenen fünften Platz besser platzieren als bei seinen ersten beiden EM-Teilnahmen. 2019 kam er dann das gesamte Jahr über nicht in die Nähe seiner Bestleistungen. Im März verpasste er den Finaleinzug bei den Halleneuropameisterschaften in Glasgow. Insgesamt landete er in Schottland auf dem 15. Platz. Aufgrund von Verletzungen verpasste er anschließend die Weltmeisterschaften in Doha. Erneut steigern konnte er sich im März 2020, kurz bevor die COVID-19-Pandemie Europa erreichte. Bei den spanischen Hallenmeisterschaften steigerte er seinen Nationalrekord auf 17,18 m. Damit nahm er den dritten Platz auf der Weltbestenliste ein. Im Juli nahm er dann in Osterode am Harz erstmals wieder an einem Wettkampf teil. Knapp eine Woche später stellte er mit 17,09 m eine neue Bestleistung in der Freiluft auf.
Sein Ziel ist es, bei den verschobenen Olympischen Sommerspielen 2020 in Tokio die Top 8 zu erreichen. Das Ziel verpasste er im August 2021 allerdings deutlich, nachdem er in der Qualifikation nicht über 15,87 m hinauskam und damit insgesamt den 25. Platz belegte. Ein Jahr später trat er in den USA zu seinen insgesamt dritten Weltmeisterschaften an, wobei er erneut den Einzug in das Finale. Einen Monat später trat er in München bei den Europameisterschaften an und konnte in das Finale einziehen. Darin brachte er es anschließend allerdings auf keine gültige Weite.
Bislang wurde Torrijos insgesamt 14 mal spanischer Meister, achtmal in der Freiluft und sechsmal in der Halle. Neben dem Nationalrekord in der Halle bei den Erwachsenen stellte er 2014 auch einen U23-Nationalrekord auf.

## Wichtige Wettbewerbe
| Jahr                | Veranstaltung               | Ort                 | Platz               | Disziplin           | Weite               |
| Startet für Spanien | Startet für Spanien         | Startet für Spanien | Startet für Spanien | Startet für Spanien | Startet für Spanien |
| ------------------- | --------------------------- | ------------------- | ------------------- | ------------------- | ------------------- |
| 2009                | U18-Weltmeisterschaften     | Brixen              | 33.                 | Weitsprung          | 6,79 m              |
| 2009                | U18-Weltmeisterschaften     | Brixen              | 14.                 | Dreisprung          | 14,73 m             |
| 2011                | U20-Europameisterschaften   | Tallinn             | 6.                  | Dreisprung          | 15,71 m             |
| 2013                | U23-Europameisterschaften   | Tampere             | 8.                  | Dreisprung          | 16,06 m             |
| 2014                | Europameisterschaften       | Zürich              | 8.                  | Dreisprung          | 16,56 m             |
| 2015                | Halleneuropameisterschaften | Prag                | 2.                  | Dreisprung          | 17,04 m             |
| 2015                | Weltmeisterschaften         | Peking              | 20.                 | Dreisprung          | 16,32 m             |
| 2016                | Hallenweltmeisterschaften   | Portland            | 7.                  | Dreisprung          | 16,67 m             |
| 2016                | Europameisterschaften       | Amsterdam           | 8.                  | Dreisprung          | 16,34 m             |
| 2016                | Olympische Sommerspiele     | Rio de Janeiro      | 31.                 | Dreisprung          | 16,11 m             |
| 2017                | Halleneuropameisterschaften | Belgrad             | 9.                  | Dreisprung          | 16,73 m             |
| 2017                | Weltmeisterschaften         | London              | 10.                 | Dreisprung          | 16,60 m             |
| 2018                | Europameisterschaften       | Berlin              | 5.                  | Dreisprung          | 16,74 m             |
| 2019                | Halleneuropameisterschaften | Glasgow             | 15.                 | Dreisprung          | 16,18 m             |
| 2021                | Olympische Sommerspiele     | Tokio               | 25.                 | Dreisprung          | 15,87 m             |
| 2022                | Weltmeisterschaften         | Eugene              | 23.                 | Dreisprung          | 16,32 m             |
| 2022                | Europameisterschaften       | München             |                     | Dreisprung          | o.g.V. (Finale)     |

## Persönliche Bestleistungen
Freiluft
- Dreisprung: 17,09 m, 29. Juli 2020, Castellón

Halle
- Dreisprung: 17,18 m, 1. März 2020, Ourense